# The Echo of a Song
Pour plus de détails, voir Fiche technique et Distribution.
The Echo of a Song est un film muet américain réalisé par Allan Dwan et sorti en 1913.

## Fiche technique
- Réalisation : Allan Dwan
- Scénario : M. de la Parelle
- Durée : 10 minutes
- Date de sortie : États-Unis : 12 octobre 1913

## Distribution
- Murdock MacQuarrie
- Pauline Bush
- Jessalyn Van Trump
- Gertrude Short